# Inga nobilis

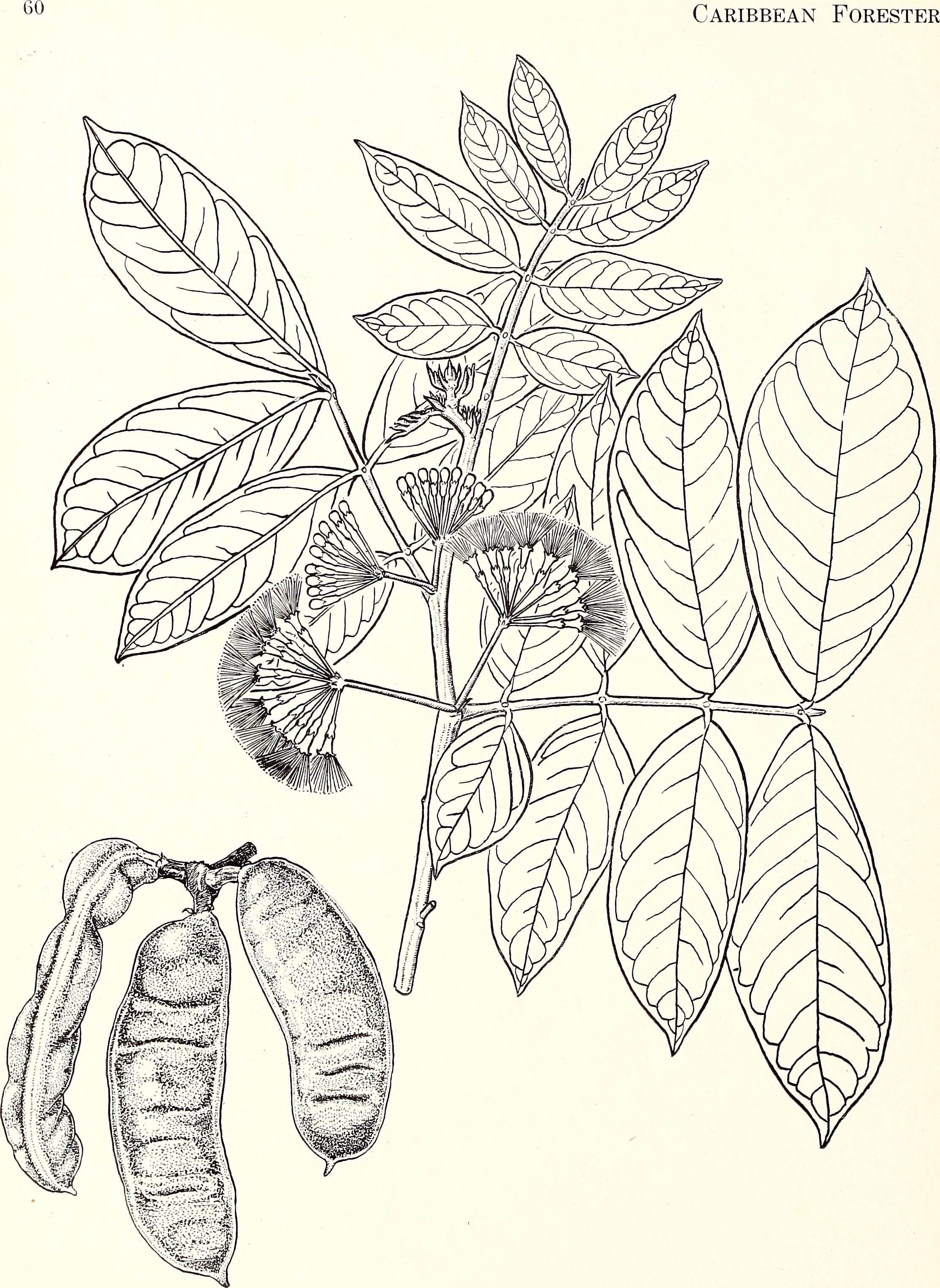
Árbol de la familia de las Fabáceas

Inga nobilis es un árbol leguminoso de la familia de las fabáceas que se distribuye desde el sur de México (Veracruz) al norte de Brasil.

## Descripción
Son árboles, que alcanzan un tamaño de 10–18 m de alto, ramas teretes, café-amarillento tomentosas cuando jóvenes, pronto glabrescentes. Folíolos 3–5 pares, los del par basal ovados, lanceolados a elípticos, 4.5–9 cm de largo y 2.2–4 cm de ancho, los del par apical elípticos a oblanceolados, 7–20 cm de largo y 2.5–7 cm de ancho, ápice acuminado a apiculado, base simétrica, en ocasiones asimétrica, cuneada, en ocasiones obtusa, haz opaca, glabrescente excepto tomentulosa sobre la nervadura, envés ligeramente brillante, glabro a glabrescente, nervadura primaria eglandular, cartáceos a subcoriáceos, discoloros, glándulas interfoliolares brevistipitadas, el cuerpo glandular 1.1–1.5 mm de diámetro, apéndice ligulado, 5–6 mm de largo; raquis foliar terete, (3.5–) 5–10 cm de largo, tomentuloso, pecíolos teretes, 1–2 cm de largo, estípulas liguladas, 7–8 mm de largo, caducas. Inflorescencias umbelas, 1–3-fasciculadas, generalmente en brotes afilos, pedúnculos aplanados, 1.5–4 cm de largo, sulcados, café-amarillento tomentulosos a esparcidamente canescente-velutinos, raquis floral hasta 3 mm de largo, las brácteas heteromorfas, las de la periferia ovadas, 1.5–2.2 mm de largo, frecuentemente pateniformes o escuteladas, sésiles o unidas en un pseudoinvolucro, las centrales oblanceoladas a cuculado-estipitadas, ca 2.5 mm de largo, persistentes, pedicelos 2–17 mm de largo, yemas florales con el cáliz cerrado, obtusas; cáliz tubular-subturbinado, 5–6 mm de largo, estriado, canescente a café-amarillento seríceo a tomentuloso más densamente sobre los lobos, sin escotaduras, los lobos 1–1.5 mm de largo; corola subturbinada, 9–10 mm de largo, canescente-vellosa, blanca; tubo estaminal inserto. Fruto linear-oblongo, 5–17.5 cm de largo, 1.5–2.3 cm de ancho y 0.5–1.5 cm de grueso, aplanado a más o menos túrgido, recto a curvado, rostrado a apiculado en el ápice, café-amarillento tomentuloso a glabrescente, las valvas inconspicuamente nervadas, las suturas marginadas, los márgenes de las suturas nervados, sésil a casi sésil.

## Taxonomía
Inga nobilis fue descrita por Carl Ludwig Willdenow y publicado en Enumeratio Plantarum Horti Botanici Berolinensis, . . . 2: 1047. 1809.
Sinonimia
- Feuilleea mathewsiana (Benth.) Kuntze
- Feuilleea nobilis (Willd.) Kuntze
- Inga conglomerata Benoist
- Inga corymbifera Benth.
- Inga corymbifera var. brasiliensis Benth.
- Inga humboldtiana Kunth
- Inga mathewsiana Benth.
- Inga pavoniana Benth.
- Inga riedeliana Benth.
- Inga riedeliana var. surinamensis Benth.
- Inga sericantha Miq.[2]